# Cleopatra (nombre)
Cleopatra es un nombre propio femenino de origen griego en su variante en español. Proviene del griego Κλεοπάτρα, compuesto de κλέος (gloria) y πατήρ (padre), gloria del padre.

## Santoral
19 de octubre: Cleopatra de Siria, mártir del siglo IV.

## Variantes en otros idiomas
| Variantes en otras lenguas | Variantes en otras lenguas |
| -------------------------- | -------------------------- |
| Español                    | Cleopatra                  |
| Alemán                     | Kleopatra                  |
| Armenio                    | Կլեոպատրա (Kleopatra)      |
| Búlgaro                    | Клеопатра (Kleopatra)      |
| Catalán                    | Cleòpatra                  |
| Checo                      | Kleopatra                  |
| Danés                      | Kleopatra                  |
| Francés                    | Cléopâtre                  |
| Georgiano                  | კლეოპატრა (Kleopatra)      |
| Griego                     | Κλεοπάτρα (Kleopátra)      |
| Húngaro                    | Kleopátra                  |
| Inglés                     | Cleopatra                  |
| Irlandés                   | Cléópatra                  |
| Islandés                   | Kleópatra                  |
| Italiano                   | Cleopatra                  |
| Latín                      | Cleopatra                  |
| Neerlandés                 | Cleopatra                  |
| Noruego                    | Kleopatra                  |
| Polaco                     | Kleopatra                  |
| Portugués                  | Cleópatra                  |
| Rumano                     | Cleopatra                  |
| Ruso                       | Клеопатра (Kleopatra)      |
| Samogitiano                | Kleuopatra                 |
| Siciliano                  | Cliupatra                  |
| Sueco                      | Kleopatra                  |